# Organ Thieves
Organ Thieves — хард-рок група, створена в середині 2008 року колишнім учасником групи Sum 41 Дейвом Бекшом.

## Музичний стиль
Музичний стиль групи є унікальним, і, хоч музика в основному хардрокова з додаванням реггі, група називає свій жанр експериментальний рок. Також на групу впливає реггі, блюз, ритм-енд-блюз, фольк, рок-н-ролл, панк, хеві-метал. Також на групу впливають наступні групи: The Clash, Nirvana та Blind Melon, а також Pixies.

## Історія
У середині 2008 року Дейв приєднався до нової групи The Organ Thieves. Тут він є гітаристом та бек вокалістом. На даний момент у групи є записаний демо матеріал, з яким вони гастролюють в Торонто та інших сусідніх містах. Найближчим часом «Органи» збираються випустити альбом, який зараз продюсується Грегом Нори (ex Treble Charger). Грег працював з Дейвом ще в часи Sum 41 (1998—2006) Назва альбому вже відома — «Somwhere Between Freemen And Slaves»

### Початок кар'єри й альбом «Somwhere Between Freemen And Slaves»
Альбом був записаний на початку 2010 року. Бекш заявив, що альбом повністю написаний. Тоді також з'явився офіційний Твітер групи. Альбом був підготовлений колишнім продюсером Sum 41, Грегом Норі. Бекш заявив що радий працювати з ним. Останнього разу він працював з Грегом в 2004 році, коли Бекш був ще в Sum 41 і записував альбом Chuck. Норі також працював з іншими учасниками Organ Thieves.
2 жовтня 2010 року група нарешті увійшла в студію, щоб почати запис та записала більшу частину альбому протягом 5 днів. Запис проходила між 2-7 жовтня 2010 року. Додатковий запис продовжився до 2011 року. 21 листопада 2011 року, Дейв Бекш оголосив через фан-сайт, що група підписала контракт з MapleMusic Recordings в Канаді.
30 січня 2012 року група оголосила, що альбом "Somewhere Between Free Men and Slaves", вийде 24 березня 2012 року, на лейблі "MapleMusic Recordings", при підтримці недавно возз'єднаних Treble Charger. Шоу буде проходити 21 березня в США, Торонто та Онтаріо. А 3 квітня 2012 року, група випустила сингл "Phoebe" з їхнього дебютного альбому через Itunes.

## Склад гурту

### Теперішній склад
- Чак Колс — вокал, гітара.
- Дейв Бекш — бек-вокал, соло-гітара.
- Майк Сміт — бас-гітара.
- Метт Воробіс — ударні.

### Колишні учасники
- Джонні Оуенс — ударні, перкусія.
- Бен Девіс — вокал, гітара, мандоліна.